# Nueva Esperanza de Misquis
Nueva Esperanza de Misquis es un caserío peruano ubicado en el distrito de Frías, perteneciente a la provincia de Ayabaca del departamento de Piura, al norte del Perú.

## Ubicación
Nueva Esperanza de Misquis se ubica al suroeste de la provincia de Ayabaca, en el distrito de Frías, en el departamento de Piura.

## Demografía
En 2017 Nueva Esperanza de Misquis tenía una población de 83 habitantes.